# Josef Romano
Josef Romano (hebräisch יוסף רומנו; geb. 15. April 1940 in Bengasi, Libyen; gest. 5. September 1972 in München, BR Deutschland) war ein israelischer Gewichtheber, der beim Münchner Olympia-Attentat von palästinensischen Terroristen ermordet wurde.

## Karriere
Josef Romano wurde in Bengasi, Libyen, in eine Familie traditioneller italienischer sephardischer Juden geboren. 1946, als er sechs Jahre alt war, machte die Familie Aliyah und ließ sich in Herzliya nieder. In Israel schloss er eine Raumausstatter-Lehre ab, aber seine wahre Leidenschaft galt dem Gewichtheben. In Israel lernte er auch seine Frau Ilana kennen, mit der er drei Töchter zusammen hatte. 1967 nahm er am Sechstagekrieg teil. Mit dem Gewichtheben begann er beim Klub Hapoel Tel Aviv, für den er auch als Trainer arbeitete. Bevor er bei den Olympischen Spielen 1972 antrat, war er zehnmal hintereinander israelischer Meister im Mittelgewicht (bis 75 kg) geworden.
Sein größter Traum ging 1972 in Erfüllung, als er Israel bei den Olympischen Spielen in München vertrat. Er versprach seiner Familie, dass es sein letzter Wettkampf sein würde und er sich nach seiner Rückkehr endgültig aus dem Sport zurückziehen würde.
Der Wettkampf in München am 31. August 1972 verlief jedoch unglücklich für ihn. In der Halle 7 auf dem Münchner Messegelände scheiterte er in der damals zum letzten Mal ausgetragenen Disziplin des Drückens dreimal an seinem Startgewicht von 137,5 Kilogramm. Dabei erlitt er einen Sehnenriss im Knie, der ihn daran hinderte, zu den beiden übrigen Disziplinen, dem Reißen und Stoßen, anzutreten. Er beabsichtigte deshalb, am 6. September nach Israel zurückzureisen, um sich in seiner Heimat operieren zu lassen.
Dazu sollte es nicht kommen. In den frühen Morgenstunden des 5. September 1972 drangen palästinensische Terroristen der Organisation Schwarzer September in das Quartier der israelischen Mannschaft ein. Sie nahmen mehrere Sportler als Geiseln und ließen sich vom Trainer Mosche Weinberg zu einem der Apartments führen, in dem weitere israelische Athleten, darunter Romano, untergebracht waren. Der nach einem Handgemenge bereits im Gesicht verletzte Weinberg griff unterwegs nach einer der Waffen der Terroristen, die sofort reagierten und ihn erschossen. Romano, der aufgrund seiner Verletzung auf Krücken aus seinem Zimmer gehumpelt war, versuchte kurz darauf seinerseits, sich der AK-47 des ihm nächststehenden Geiselnehmers zu bemächtigen. Romano war ein Kriegsheld, der im Sechstagekrieg tapfer gekämpft hatte und die Terroristen sofort angriff. Es gelang ihm, einen Terroristen niederzuschlagen und zu entwaffnen. Er wurde jedoch von einem anderen Terroristen angeschossen und schwer misshandelt (u. a. wurde er vor den Augen der anderen kastriert). Ob diese schwere Misshandlung vor oder nach seinem Tod passiert ist, konnte nicht aufgeklärt werden. Die Geiselnehmer ließen keinen Arzt in das Gebäude, der ihm hätte helfen können. Er verblutete vor den Augen seiner Kameraden. Sein Mut verschaffte aber fünf anderen Athleten Zeit zur Flucht, darunter Shaul Ladany. Neun weitere israelische Sportler, die in die Gewalt der Terroristen geraten waren, starben etwa 19 Stunden später bei einem missglückten Befreiungsversuch auf dem Flugplatz Fürstenfeldbruck.
Josef Romano wurde in Israel beigesetzt. Seine Ehefrau Ilana Romano war gemeinsam mit Ankie Spitzer, der Witwe André Spitzers, treibende Kraft bei der Errichtung einer Gedenkstätte für die Opfer des Olympia-Attentats im September 2017. Sie hatte sich jahrelang dafür eingesetzt, dass das Internationale Olympische Komitee die Opfer offiziell ehrt. Ihr Antrag auf eine Schweigeminute 40 Jahre später bei den Olympischen Spielen 2012 wurde abgelehnt. Es gelang ihr gemeinsam mit Ankie Spitzer, das IOK dazu zu bewegen, 250.000 US-Dollar für eine Gedenkstätte zu spenden.IOC contributing $250,000 to Munich massacre memorial - Jewish Telegraphic Agency. In: jta.org. 5. Juni 2014, abgerufen am 4. August 2024 (englisch).